# Kevin Pauwels
Kevin Pauwels (Ekeren, Anvers, 12 d'abril de 1984) és un ciclista belga, professional des del 2005. Actualment corre a l'equip Marlux-Napoleon Games. Combina la carretera amb el ciclocròs on ha obtingut notables èxits.

## Palmarès en ciclocròs
- 2001-2002
  -  Campió del món en ciclocròs júnior
  -  Campió de Bèlgica en ciclocròs júnior
  - 1r al Superprestige júnior
- 2003-2004
  -  Campió del món en ciclocròs sub-23
- 2004-2005
  - 1r al Trofeu GvA sub-23
- 2005-2006
  - 1r a la Copa del món de ciclocròs sub-23
- 2011-2012
  - 1r a la Copa del món de ciclocròs
  - 1r al Trofeu GvA
  - 1r al Ciclocròs d'Igorre
- 2014-2015
  - 1r a la Copa del món de ciclocròs

## Palmarès en ruta
- 2006
  - Vencedor de 2 etapes a la Volta a la Província de Lieja
- 2007
  - Vencedor d'una etapa a la Volta a Lleida
- 2008
  - Vencedor d'una etapa a la Volta a Lleida
- 2010
  - Vencedor d'una etapa a la Fletxa del sud
  - Vencedor d'una etapa a la Volta a Sèrbia
- 2011
  - Vencedor d'una etapa a la Kreiz Breizh Elites
- 2014
  - Vencedor d'una etapa a la Volta a la Província de Namur
- 2016
  - Vencedor d'una etapa a la Volta a la Província de Lieja